# 神経犯罪学
神経犯罪学（しんけいはんざいがく、英：Neurocriminology）は、生物学及び犯罪学の学際領域であるとともに、生物学及び犯罪学の一部門である。脳画像などの神経科学の知見を応用し、犯罪の理解・予測・予防を行う。

## 概念
犯罪は部分的には社会的・環境的な問題であるが、神経犯罪学（神経法とも呼ばれる）の主な考え方は、犯罪を完全に理解するために個人の脳の状態をしばしば分析に含める必要があるというものである。これは、脳腫瘍、精神病、社会病理、睡眠歩行といった多くの状態を含むことができる。逸脱した脳に関する理論は常に犯罪を生物学的な理由で説明する生物犯罪学の一部にあった。神経科学の著しい進歩により、現代の生物犯罪学者はほぼ脳にのみ焦点を当てているので、神経犯罪学は過去20年間、主流になっている。神経犯罪学は伝統的な犯罪の社会学的理論とはまだ対立しているが、科学界ではより人気が出てきている。

## 起源
神経犯罪学の始まりは、19世紀のイタリアの犯罪学者である精神科医・刑務所の医師、チェーザレ・ロンブローゾにまで遡る。彼の考えによると、脳の異常に起因する犯罪は、部分的に人間の頭部の形状と大きさに関する骨相学に基づいているというものだった。かつてロンブローゾは、頭蓋骨の底に珍しいくぼみが有る連続殺人犯や強姦者の検視を行い、殺人犯の脳内で小脳があるはずであった場所に空洞部分を発見する。この出来事からロンブローゾは、犯罪の原因の一部は脳の生理的な異常にあり、暴力犯罪者は猿のような身体的特徴によって特定できることから、暴力犯罪者は充分に進化していない人間に後戻りしている人物であるという理論を生み出した。犯罪者は、顎が大きく、額が傾斜しているなどの身体的特徴によって特定できると彼は考えている。
現代の神経科学者は、脳の生理学及び特徴が、全ての犯罪の根底にあるという考えをさらに発展させた。「神経犯罪学」という用語は、カナダの認知科学センターに勤めるジェームズ・ヒルボーンによって初めて導入され、この分野の第一人者であるペンシルバニア大学犯罪学学科長のエイドリアン･レイン教授がのちに採用した。レインは暴力犯罪者の脳画像研究を初めて行った人物である。

## 主な研究
最近の多くの研究から、誰でも構造的・機能的異常を発見することができるほど、異常が顕著な症例があることが分かっている。一方、暴力的な犯罪者であっても、わずかな構造的・機能的異常しか観察できない症例もあり、このような些細な異常については、経験豊富な神経科学者の手腕を用いても検出することはできない。しかしながら、脳画像や最新の分析装置を駆使すれば、そのような異常を検出することができると期待されている。

## 神経生理学の研究
脳の構造上の欠陥に関する研究は、一貫して反社会的行動をとる人々は、脳に構造的な障害があることを示唆する。その異常は一般的な性質のものであることもあれば、感情や攻撃性を制御する脳の特定の領域に影響を及ぼすこともあり、倫理的な判断の要因となることもある。
- 前頭前野のニューロン数が少ない

2000年の研究によると、反社会的行動をしたことがある人は前頭前皮質における灰白質量が11%減少しているが、白質量は正常であることが明らかになった。同様に、犯罪者集団で実施された12の解剖学的脳画像研究の結果をまとめた2009年のメタ分析研究は、脳の前頭前皮質が実際に犯罪者において構造的に損なわれていることが発見された。
- 扁桃体の発達不全

2件の研究で、左と特に右の扁桃体の両方が精神病で障害を受けていることがわかった。精神病患者は、右扁桃体の体積が平均18%減少していた。
- 透明中隔嚢胞の発育不全

2010年の研究では、透明中隔嚢胞を有する人々は精神病質、反社会的人格障害を生じやすく、刑事犯罪の起訴および有罪判決が多いことが示唆された。この脳の発達異常は、特に生涯にわたる反社会的行動、すなわち自己と他者に対する無謀な無視、反省の欠如、攻撃性と関連していた。
- 右海馬がより大きい

2004年の研究では精神病質者において、感情を部分的に制御し、攻撃性を制御する右海馬が、左海馬よりも有意に大きいことが示唆された。この非対称性は健常者でも同様であったが、精神病質者ではより顕著であった。
- 線条体の体積の増加

2010年の研究では、精神病患者において線条体の体積が10%増加していることがわかった。
- 異物による損傷

異物による脳の構造的損傷に関する多くの研究が説得力ある形で明らかにしたのは、前頭前野を損傷する頭部外傷を負った成人が社会規範に合わない衝動的かつ反社会的行動を示すことである。このことを示す有名な事例はいくつもある。たとえば、尊敬され、よく好かれており、責任感のある紳士であったフィネアス・ゲージは、1848年に工事中の事故で左下頬に爆薬の金属棒が入り、頭の中上部を超えて金属棒が貫通するという脳に深刻な損傷を受けた。その怪我からゲージはすぐに治ったものの、事故の後に人格が変わり、彼は気まぐれで、無礼で、下品になった。つまり、ゲージは充分な自制心があり尊敬されている人物から、精神病質の特徴をもつ人物へと変わってしまったのである。
- 腫瘍による損傷

腫瘍による脳の損傷が、異物による損傷と同様の変化をもたらすことを示す米国の有名な刑事事件もいくつか存在する。例えばチャールズ・ホイットマンはテキサス大学で建築工学を学んだ若者で、ホイットマンには暴力や犯罪の前科はなかった。子供の頃、彼はスタンフォード・ビネ式知能検査で138点を獲得するほどで、この得点は当時の99パーセンタイルに位置づけられている。また、彼はイーグルスカウトで、スカウトマスターとして志願し、やがて海兵隊に勤務した。しかし、1966年にこれまでのことから考えられなかったことだが、ホイットマンは母親と妻を殺害し、テキサス大学オースティン校の鐘楼を登り、階下の学生に向かって銃を発砲した。15人を殺害し、さらに31人を負傷させた後、彼は警察官に射殺された。ホイットマンの最後のメモの中で彼は自分の思考を制御できないことを訴え、解剖を依頼した。その結果、彼の脳の視床下部領域に脳腫瘍が発見された。これは、ある仮説によると、扁桃体に圧力をかけていた腫瘍であった。
マイケル・オフトはバージニア州の教師で、以前に精神医学的にも逸脱した行動の経歴はなかった。40歳の時、その行動は突然変わる。彼はマッサージ店を頻繁に利用し、児童ポルノを集め、義理の娘を虐待し始め、すぐに児童性的虐待で有罪判決を受けた。オフトは小児性愛者のための治療プログラムを選択したが、それでもリハビリセンターのスタッフや他の患者に性的好意を求め続けていた。そんな時、ある神経科医が脳スキャンを勧めたところ、眼窩前頭皮質の基底部に腫瘍が増殖して、脳の右前頭前野を圧迫していたことがわかった。この腫瘍が切除された後、オフトの感情、行動、性行動は正常なものに戻った。しかし、正常な行動は数ヶ月間までしか続かず、オフトは再び児童ポルノの収集を始めた。神経科医は彼の脳を再びスキャンし、腫瘍がまた成長していたことを発見した。2回目の腫瘍摘出手術をした後、オフトの行動は完全に通常のものになった。

## 神経機能に関する研究
神経生理学の研究と同様に、犯罪者と精神病質者の脳は構造が異なるだけでなく、作用も異なることが神経機能に関する研究によって示された。以下に示すように、構造的な異常も機能的な異常も、脳の同じ領域に影響を及ぼす傾向がある。発見された主な異常は次のとおりである。
- 前頭皮質の活性化の欠如

暴力犯罪者の脳が前頭前野のグルコース代謝の有意な低下を示したという観察を、多くの研究が再現している。
- 扁桃体の活動の低下

ある研究によって、精神病性の得点が高い人は、感情的、個人的な道徳的意思決定の際に、扁桃体の活動が低下することがわかった。
- 後部帯状回の機能不全

2件の研究から、後部帯状回は成人の犯罪精神病質者と攻撃的な患者では機能が不充分であることが明らかになった。
- 角回の脳血流の減少

殺人犯や衝動的で暴力的な犯罪者の角回の脳血流が減少していることが、いくつかの研究で明らかになった。
- 皮質下辺縁系のより高い活性化

1998年の研究では、特に脳のより「感情的な」右半球において、反応性殺人者と能動性殺人者の2つのグループの皮質下辺縁系領域において、より高い活性化が示された。
- 海馬とその傍海馬回の機能障害

多くの研究によると、殺人や暴力的な犯罪者全般において、脳の海馬とその傍海馬回の領域が正常に機能していないことが示唆されている。

## 自由意志
犯罪学の創始者であるチェーザレ・ロンブローゾは、犯罪は根源的に生物学的なものであり、犯罪者は完全に自由意志を欠いていると考えていたが、21世紀初頭の神経犯罪学者は中道的なアプローチを取っているようである。彼らは、生物学的要因だけが行動上の問題を引き起こすとは主張せず、行動は生物学と環境との相互作用の結果であると認識している。しかし、より決定論的な見解を持つ人物もいる。ある人物は次のように書き示す。「自由意志は存在するかもしれないが（単に現在の科学の範囲を超えているのかもしれない）、1つはっきりしていることがある。もし自由意志が存在するなら、それを運用する余地はほとんどない。遺伝子と環境によって形作られる巨大な神経回路網の上に乗っているのは、せいぜい小さな要因に過ぎない。実際、自由意志はあまりにも小さいため、最終的には、糖尿病や肺疾患などの身体的なプロセスについて考えるのと同じように、間違った意思決定について考えるようになるかもしれない」。

## 法廷での利用
米国の弁護人は、暴力犯罪や性犯罪の刑事裁判において、証拠として被告人の脳スキャンを利用することが増えている。詳細については、神経科学法律学を参照。いくつかの最も有名な事例は次のようなものである。

### ハーバート・ワインスタイン
1991年、口論の末、犯行歴も暴力歴もない広告会社の役員（65）が、妻を絞め殺して窓を開け、12階のアパートから追い出した。裁判において彼の弁護団は、MRIとPETスキャンを使って脳の構造スキャンを行い、ワインスタインの左前頭葉にくも膜下嚢胞が発生していたことを明らかにした。弁護団はこれらの画像を使って、ワインスタインには感情を制御し、合理的な判断を下す能力が欠けていたと主張した。弁護団は精神異常の抗弁で臨み、検察と弁護側は過失致死罪を認めた。その結果、ワインスタインは、第2級殺人罪で有罪となっていた場合の25年の刑とは対照的に、7年の刑を言い渡された。

### アントニオ・バスタマンテ
バスタマンテは礼儀正しい10代の若者だったが、22歳の時に突然、常習的な犯罪者になった。彼が犯した犯罪の中には、窃盗、不法侵入、薬物犯罪、強盗といったことがあった。1990年、バスタマンテは殺人罪で起訴された。彼の弁護団は、バスタマンテが20歳の時にバールで頭部を負傷し、その時以来バスタマンテの行動は根本的に変化し、彼は正常な個人から衝動的で情緒不安定な犯罪者に変貌したことに気がついた。そのため、弁護団はバスタマンテの脳のスキャンを行い、前頭前野の機能不全を明らかにした。その結果、最終的に陪審はバスタマンテの脳は正常ではないと考え、彼は死刑を免れた。

### ドンタ・ページ
1999年、ページはデンバーで女子学生を強奪、強姦、殺害した。彼は後に第1級殺人罪で有罪となり、死刑の候補者となった。ペンシルベニア大学のエイドリアン・レイン教授は弁護のための専門家証人となり、ページの脳機能を調べるために、彼を研究室に連れていった。レインは脳画像スキャンを行うことによって、ページの腹側前頭前野の活性の明確な欠如を明らかにした。レイン教授は、裁判においてページの暴力について根深い生物学的説明を主張をし、部分的にページの脳病理学に基づきページは死刑を免れた。

## 犯罪予防
神経犯罪学における近年の発見を利用した予防プログラムは現在実施されていないものの、犯罪者のリハビリテーションプログラム（カナダ認知センター）は数多く存在する。 

### 脳画像に基づく決定
科学者の中には、まもなく釈放される受刑者のうち、再犯のリスクが高いのは誰かを判断する際に脳画像を利用することを提案する者もいる。脳画像データは、年齢、以前の逮捕、及び婚姻状態のような共通因子と共に使用される。この考えを裏付けるように、ニューメキシコ大学のケント･キール教授は2013年の研究で、同州の刑務所にいる96人の男性犯罪者を対象に調査を行った。同様に、ダスティン・パルディーニが行った調査では、扁桃体が小さい男性は、釈放から3年後に暴力を振るう確率が3倍高いことが示されている。

### 神経化学
多くの薬物、すなわち刺激薬、抗精神病薬、抗うつ薬および気分安定薬が青年および小児の攻撃性を低下させる効果を示した試みがある。若い犯罪者の食事にオメガ3を提供するだけでも、癇癪や攻撃性は低下する。

### 瞑想
瞑想は脳にも影響を与え、さらには恒久的に脳を変化させることさえある。2003年にウィスコンシン大学のリッチー・デビッドソン教授が画期的な研究を行った。研究対象となった人々は、マインドフルネス訓練グループか訓練のための待機リストへ無作為にどちらか選ばれた。デイビッドソンは、週に8回の瞑想を行うだけでも、左前頭葉の脳波機能が向上することを示した。その後、ホルツェル教授によって同様の研究が再現された。